# Porta Alpina

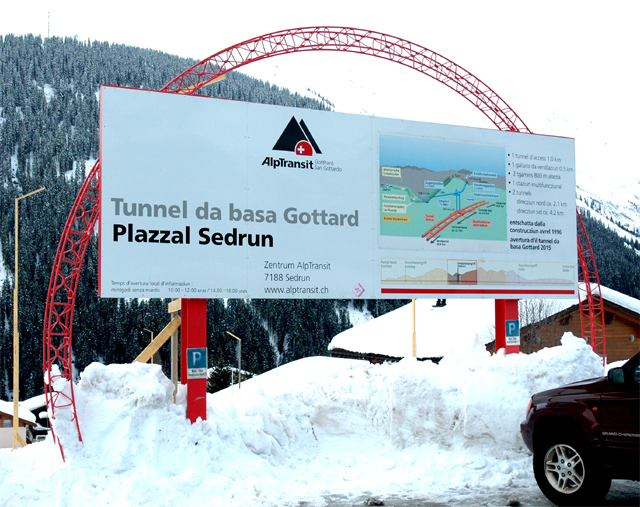
Werkzaamheden bij Sedrun.

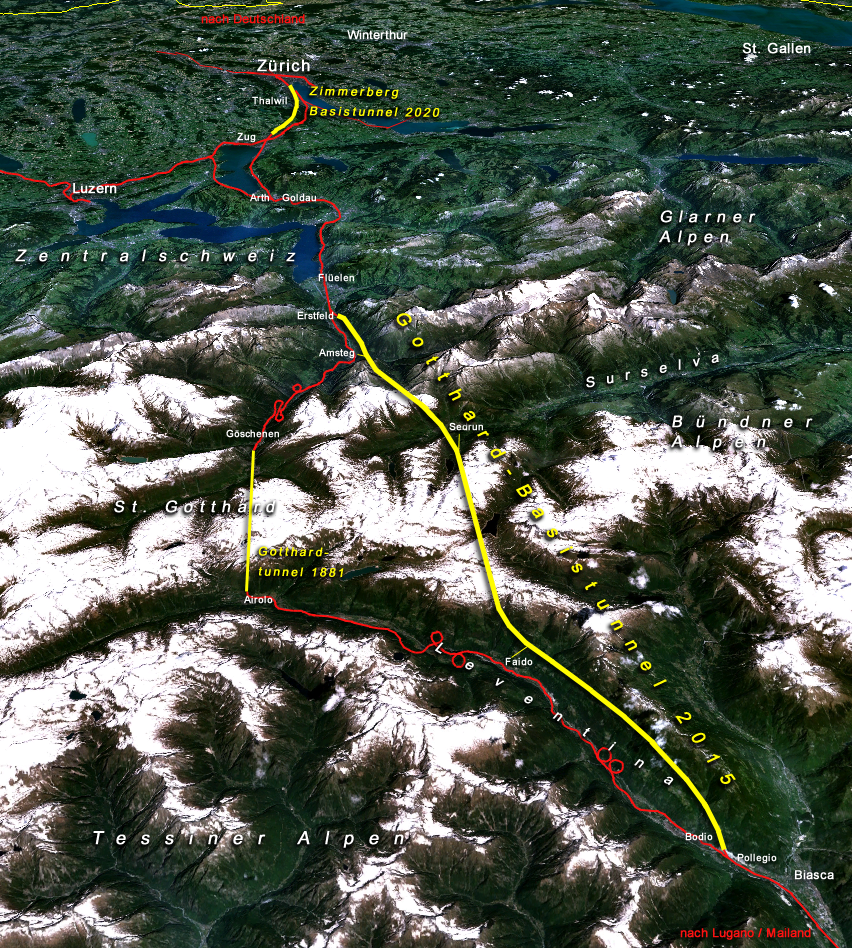
Porta Alpina in de Gotthard-Basistunnel.

Porta Alpina was een voorgesteld ondergronds treinstation in het midden van de Gotthard-Basistunnel tussen Zürich en Milaan. Voor de aanleg zou gebruik worden gemaakt van de al bestaande schacht die gebruikt is voor de bouw van de tunnel. Vanuit het station zouden passagiers een directe verbinding hebben met het hoger gelegen dorp Sedrun in de regio Surselva te Zwitserland. Het project wordt niet gerealiseerd. Op de plaats van het voorgestelde station bevindt zich wel een noodhalte, waar bij calamiteiten passagiers kunnen overstappen op een trein in de andere tunnelbuis. De schacht wordt gebruikt voor de toevoer van lucht en water.

## Ontstaan en ontwikkeling
De bouw van de tunnel begon al in 1999, maar het plan voor een ondergronds treinstation ontstond pas een jaar later. IT'er Marc Cathomen en architect Arthur Loretz, constateerden dat de bevolking in de bovenliggende dorpen de laatste jaren sterk afnam: jongeren trokken naar grotere plaatsen als Zürich en de oudere bewoners bleven achter. De treinen zouden met een snelheid van 240 kilometer door de tunnels gaan rijden, maar Cathomen en Loretz zagen niet in waarom er geen station kon worden aangelegd, ongeveer in het midden van de spoorlijn. Hierdoor zouden wintersporters een directe en snelle verbinding krijgen met het hoger gelegen wintersportgebied en zouden de dorpen kunnen rekenen op toeristen én eventueel nieuwe bewoners. Er ontstaat eveneens een snelle verbinding met zowel Zürich als Milaan, wat kan leiden tot een nieuwe stroom woon-werkverkeer.

## Bouw
De plannen voor het station voorzien in een perron met aan weerszijden een spoor: een voor de trein naar het noorden en een voor de trein naar het zuiden. Via een lift met een diameter van acht meter zouden de passagiers in ongeveer anderhalve minuut 800 meter hoger gebracht worden. Vanuit daar moesten ze nog 1000 meter lopen tot aan Sedrun. Men wist echter nog niet precies hoe de passagiers door deze één kilometer lange gang zouden worden vervoerd.